# Louis-Paul Mesnil
Louis-Paul Mesnil, född 1904, död 1986, var en fransk entomolog.  
Han skrev över 90 artiklar om parasitflugor där han namngav över 800 nya arter. Första publikationen kom 1939 och hette Essai sur les Tachinaires.
Utöver sitt eget arbete med klassificeringar kritiserade han tidigare klassificeringar som entomologer såsom Townsend, Bezzi och Stein gjort. Han ansåg klassificeringarna alldeles för ohanterbara och konstgjorda.
Hans mentor var Joseph Villeneuve de Janti.